# Horcajuelo de la Sierra
Horcajuelo de la Sierra er en by og kommune i det centrale Spanien i Madrid-regionen. Den har et indbyggertal på 111 (2024) indbyggere.